# Бадер, Кларисса
Клари́сса Ба́дер (фр. Clarisse Bader; 28 декабря 1840, Страсбург — 5 февраля 1902, Париж) — французская писательница, журналистка, историк.

## Биография
Дочь эльзасского офицера. Представитель средней буржуазии. Получила хорошее домашнее образование: знала английский, немецкий и итальянский языки, могла переводить латинский и греческий языки. 
Индианист и член Азиатского общества, учёный, писатель, историк, профессор и покровительница Общества борьбы с рабством во Франции, была автором статей в Revue des deux Mondes, Journal des Débats, La Défense и Correspondent. Бадер можно считать феминисткой из-за некоторых специфических аспектов её жизни и по отношению к предметам её исследований.
Она была одной из редких женщин того времени, занимавшихся профессиями историка и журналиста. Ей приходится работать, чтобы прокормить семью, так как отец потерял работу.
За два десятилетия работы издала пять книг, четыре из которых посвящены истории женщин в древности. Последняя работа, опубликованная в 1883 году, под названием «Французская женщина в наше время» завершила её проект. 
Владела несколькими языками, древними и современными, работала, в основном, с литературными источниками. Опубликовала кроме цикла истории женщин несколько других работ меньшего объёма, в частности о мужчинах в истории.
Была членом азиатского общества и написала: «La femme dans rinde antique» (1864), сочинение, награждённое Академией; «La femme biblique» (1865), «La femme grecque» (1873), 2-е сочинение, награждённое Французской академией, «La Femme française dans les temps modernes» (1883) и др.